# 뉴질랜드 총리
뉴질랜드의 총리(영어: Prime Minister of New Zealand)는 뉴질랜드의 정부 수장이다.
국회내에서 집권여당이거나 다른 소수정당과 연계하여 총리에 임명될 수 있으며, 내각은 총리에 의해 임명되며 임기는 3년 중임제이며 3번 중임은 가능하고 최대 임기는 9년이다.

## 권한
- 총리는 내각의 임명권과 면직권을 행사할 수 있다.
- 총리는 새 총독을 추천할 수 있는 권한이 있다.
- 총리는 총독에게 국회 해산과 재선거를 요청할 수 있다.
- 총리 공석시, 부총리가 총리의 권한을 위임할 수 있다.

## 역대 총리

### 현재 생존중인 전직 뉴질랜드 총리
- 제프리 파머 (1942년생, 33대 총리)
- 짐 볼저 (1935년생, 35대 총리)
- 제니 시플리 (1952년생, 36대 총리)
- 헬렌 클라크 (1950년생, 37대 총리)
- 존 키 (1961년생, 38대 총리)
- 빌 잉글리시 (1961년생, 39대 총리)
- 저신다 아던 (1980년생, 40대 총리)
- 크리스 힙킨스 (1978년생, 41대 총리)